# Center for Sundhed og Samfund
Center for Sundhed og Samfund, ofte forkortet til CSS, er en del af Københavns Universitet. Centeret udgøres primært af det tidligere Kommunehospital, der ligger mellem Botanisk Have og Søerne i København. I Københavns Universitets organisation dækker CSS over hele Det Samfundsvidenskabelige Fakultet, der med overtagelsen af Kommunehospitalet i 2005 samledes efter at have været spredt over flere adresser i Indre By. Også flere dele af Det Sundhedsvidenskabelige Fakultet hører under CSS, hvilket derfor berettiger navnet, hvor sundheds- og samfundsforskning samles. Institut for Psykologi, der hører under Det Samfundsvidenskabelige Fakultet, er beliggende i CSS sammen med Institut for Folkesundhedsvidenskab og Copenhagen School of Global Health. Dertil tælles uddannelserne i Antropologi, Sociologi, Folkesundhedsvidenskab, Statskundskab, Økonomi og Kognitions- og datavidenskab, samt kandidatuddannelserne i Sikkerheds- og risikoledelse, Global udvikling og Social datavidenskab.
CSS indgår som en del af Københavns Universitets City Campus.
CSS er placeret i Øster Farimagsgade i Københavns Indre By, tæt på Israels Plads og Nørreport Station.